# Федеральная служба по надзору за соблюдением законодательства в области охраны культурного наследия
Федеральная служба по надзору за соблюдением законодательства в области охраны культурного наследия (Росохранкультура) — функционировавший в 2008—2011 годах федеральный орган исполнительной власти России в ведении Министерства культуры России.

## История
В данном виде функционировала с 12 мая 2008 года, когда была реорганизована из Федеральной службы по надзору в сфере массовых коммуникаций, связи и охраны культурного наследия (Россвязьохранкультуры), созданной 12 марта 2007 года путём слияния Федеральной службы по надзору за соблюдением законодательства в сфере массовых коммуникаций и охраны культурного наследия (Росохранкультуры) и Федеральной службы по надзору в сфере связи (Россвязьнадзора) и подчиненной напрямую Правительству РФ.
Была упразднена указом президента РФ от 8 февраля 2011 года № 155; функции Росохранкультуры были переданы Министерству культуры РФ.

## Руководство
Временно исполняющим обязанности руководителя Федеральной службы на момент её упразднения являлся Петраков Виктор Васильевич, исполняющим обязанности заместителя руководителя Федеральной службы — начальник Управления делами службы Филимонов Вениамин Павлович.
В руководстве центрального аппарата на момент упразднения числились:
- Управление государственной охраны памятников истории и культуры. Начальник: Работкевич Александр Викторович.
- Управление по сохранению культурных ценностей. Начальник: Гаврилов Виктор Николаевич.
- Правовое управление. Начальник: Городничев Владимир Юрьевич.
- Управление делами. Начальник: Филимонов Вениамин Павлович.

### Территориальные органы
| Управление                                         | Руководитель                  |
| -------------------------------------------------- | ----------------------------- |
| Управление по Центральному Федеральному Округу     | Жданова С. В.                 |
| Управление по Приволжскому Федеральному Округу     | Сергеева Е. В.                |
| Управление по Северо-Западному Федеральному Округу | Булавский Сергей Валентинович |
| Управление по Уральскому Федеральному Округу       | Исачкин С. И.                 |
| Южное территориальное управление                   | Селедцова Т. Н.               |
| Кубанское территориальное управление               | Асташкина Н. П.               |
| Нижне-Волжское территориальное управление          | Каркачев К. А.                |
| Сибирское территориальное управление               | Шалов. М.М.                   |
| Средне-Сибирское территориальное управление        | Старокожева В. И.             |
| Восточно-Сибирское территориальное управление      | Войтович А. Н.                |
| Дальневосточное территориальное управление         | Кабузенко Н. Е.               |
| Приморское территориальное управление              | Самойленко П. Ю.              |
| Балтийское территориальное управление              | Радюк Л. Н.                   |

## Задачи службы
Федеральная служба по надзору за соблюдением законодательства в области охраны культурного наследия (Росохранкультура) являлась федеральным органом исполнительной власти, осуществлявшим функции по охране культурного наследия, авторского права и смежных прав, по контролю и надзору в указанной сфере деятельности, а также по нормативно-правовому регулированию в сфере охраны культурного наследия, осуществления контроля и надзора в сфере авторского права и смежных прав.